# J.F. Schwarzlose Söhne

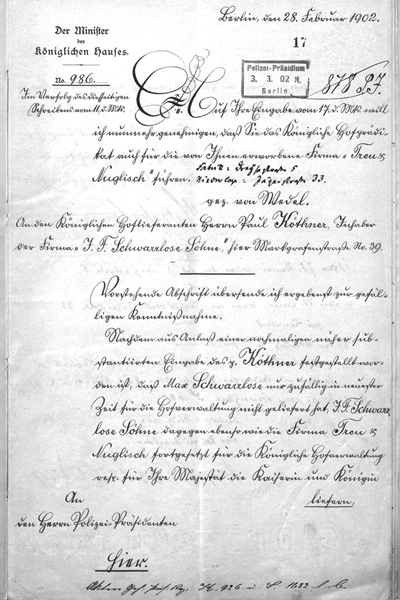
Renouvellement du statut de fournisseur à "J.F. Schwarzlose » à Berlin.

J.F. Schwarzlose Söhne (en français : J.F. Scharzlose et fils) est une entreprise allemande de droguerie spécialisée dans la parfumerie et basée à Berlin. Née en 1856, elle perdure jusque dans les années 1970 pour renaître en 2012.

## Histoire
Le fabricant de pianos Joachim Friedrich Schwarzlose fonde en 1856 une droguerie pour ses enfants : Max, Franz, Hedwig et Eduard. Il fabrique les parfums et les vend dans son magasin qui se trouve « Markgrafenstrasse 29 ».
Ses fils Max, Franz et Eduard fondent en 1880 leurs propres sociétés sous leurs noms en laissant la société paternelle à leur sœur, ils resteront cependant ses associés. Max et Franz Schwarzlose vont tous deux rencontrer le succès avec leurs propres marques.
En 1895, la maison Schwarzlose rachète le fabricant de parfum Treu & Nuglisch fondé en 1820 qui est le fournisseur de nombreuses cours royales. Schwarzlose rachète dans la foulée la marque Franz Köthner en 1897.
Au XIXe siècle, la société qui s’appelait dorénavant Hohenzollern-Parfümerie Schwarzlose Söhne accumule la clientèleet est le fournisseur de l’Empereur et du Roi. Le parfum est même porté par la haute noblesse en Chine, comme peut le montre la présence d’un flacon de la marque dans la collection de parfums du dernier Empereur Pu Yi visible au musée de la Cité Interdite de Pékin.
En 1902, Ernst Köthner, le petit-fils de Joachim Friedrich Schwarzlose, est le seul gérant de la société J.F. Schwarzlose Söhne. La société commence alors son expansion en Europe, en Amérique du Sud, et en Australie en passant par l’Asie. L’année 1922 marque le changement de nom de la société en J.F. Schwarzlose Söhne GmbH d’Ernst Köthner et Madame Hedwig Köthner. 
En 1930, la société survit à l’hyperinflation de la République de Weimar. Elle retrouve son succès mondial et le magasin déménage en 1930 dans l’espace de vente modernisé de la « Leipziger Strasse 113 ». Ernst Köthner décède au mois de novembre laissant son fils Werner le seul héritier de la marque. À partir de 1937, la Sarl poursuit ses activités comme Société J.F. Schwarzlose Söhne dans sa boutique située « Leipziger Straße/Maurerstraße » en vendant ses parfums et des articles de toilette.
1944 est l’année de la destruction de la fabrique et de la boutique. Anni Köthner recommence à travailler pour la société en 1947, en reprenant l’activité d’abord à Hambourg puis à Berlin. La construction du mur en 1961 pose des problèmes à la société, car les bureaux du Prenzlauer Berg, de la Leipziger Strasse et de Moabit sont séparés les uns des autres.
Le 3 mars 1976, Anni Müller-Godet (née Köthner) abandonne la société J.F. Schwarzlose Söhne.

## Parfumerie
La maison J.F. Schwarzlose prend un nouveau tournant en devenant le fournisseur officiel des cours royales avec le parfum féminin 1A-33. Le nom de ce parfum représente les plaques d'immatriculation du quartier Berlinois où se trouve l'usine fabriquant ces parfums (Moabit). Le style Art déco des flacons de parfums ainsi que de l'étiquette reflète la mode berlinoise de l'époque. Berlin se distinguait déjà par sa vie culturelle et artistique. 

## Produits
- 1A-33
- Treffpunkt 8 Uhr
- Rosa Centifolia
- Lilaflor,
- Jockey Club
- Kyphi
- JSera,
- Peau D'Espagne
- Frappanta Maiglöckchen
- Hyazina,
- Prachtnelke
- Royalin
- Juchten,
- Violette Sola Vera
- Chic
- Hohenzollern Veilchen.

## J.F. Schwarzlose Berlin
Une nouvelle entreprise a été fondée en 2012 sous le nom de J.F. Schwarzlose Berlin. La parfumeur Véronique Nyberg (de l'"International Flavors & Fragrances") et le designer Lutz Hermann ont créé quatre nouveaux parfums : 1A-33, Treffepunkt 8 Uhr (rendez-vous à 8h), Trance et Rausch. Les trois premiers réutilisent les noms de produits de l'ancienne compagnie et le quatrième est nouveau.  